# 弗斯特維尤 (科羅拉多州)
弗斯特維尤（英語：Firstview）是位於美國科羅拉多州夏延縣的一個非建制地區。該地的面積和人口皆未知。

## 地理
弗斯特維尤的座標為38°48′57″N 102°32′23″W / 38.81583°N 102.53972°W，而該地的平均海拔高度為1395米（即4577英尺）。